# Valcanville
Valcanville – miejscowość i gmina we Francji, w regionie Normandia, w departamencie Manche.
Według danych na rok 1990 gminę zamieszkiwało 421 osób, a gęstość zaludnienia wynosiła 65 osób/km² (wśród 1815 gmin Dolnej Normandii Valcanville plasuje się na 492. miejscu pod względem liczby ludności, natomiast pod względem powierzchni na miejscu 762.).